# Brookdale, New Jersey
Brookdale är en ort i Essex County i delstaten New Jersey, USA.